# Épidémie de maladie à virus Zika de 2013-2014 en Océanie
Une épidémie de Zika s'est produite en Polynésie française, en octobre 2013. C'était la première de plusieurs épidémies survenues en Océanie. Avec 8 723 cas recensés, c'est la plus grande épidémie de fièvre Zika avant celle de 2015-2016 en Amérique. Une épidémie est survenue aux Îles Yap en 2007 (États fédérés de Micronésie), on pense que l'épidémie de 2013-2014 impliquait une introduction indépendante du virus Zika à partir de l'Asie du Sud-Est. Les chercheurs ont suggéré que les épidémies de virus vectorisés par les moustiques dans les îles du Pacifique, de 2012 à 2014, étaient « les premiers signes annonciateurs d'une vague qui continuera pendant plusieurs années », particulièrement à cause de leur vulnérabilité aux maladies infectieuses, du fait de populations indigènes lointaines et isolées.

## Épidémiologie

### Polynésie française

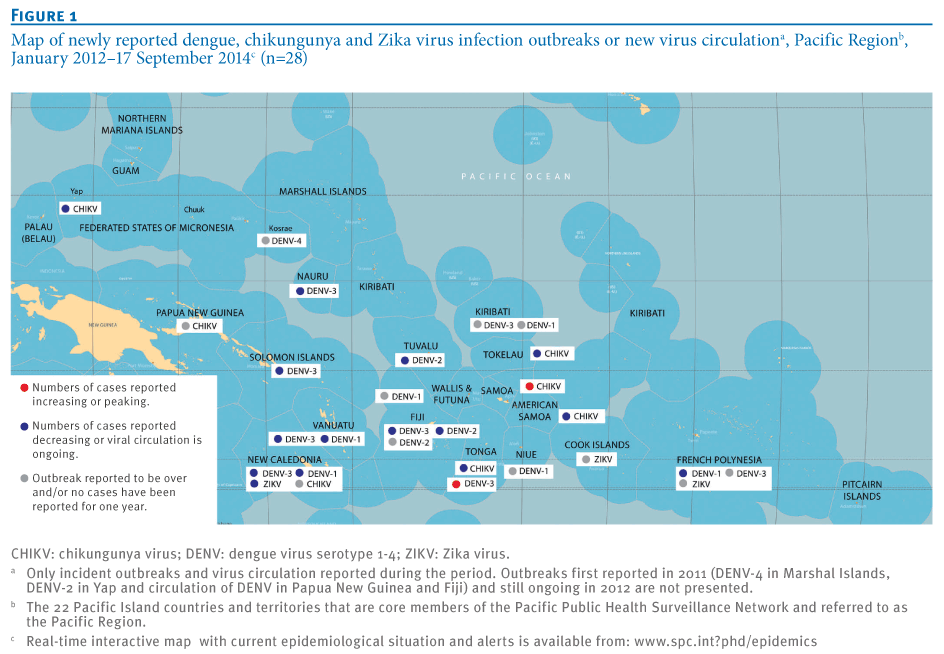
Epidémies de virus Zika, dengue et chikungunya en Océanie de janvier 2012 à septembre 2014.

La première épidémie de Zika démarra en Polynésie française en octobre 2013, avec des cas rapportés aux îles de la Société, Îles Marquises et Îles Tuamotu, à Tahiti, Moorea, Raiatea, Taha'a, Bora-Bora, Nuku Hiva et Arutua,. L'épidémie a coïncidé avec une épidémie de fièvre Dengue,.
En décembre 2013, un voyageur ressortissant des États-Unis avait été diagnostiqué avec une infection au virus Zika à New York après un épisode de 11 jours de symptômes, devenant le premier touriste des États-Unis à être diagnostiqué avec le Zika. Un touriste japonais, revenant au Japon fut aussi diagnostiqué avec une infection à virus Zika par l'Institut national de maladies infectieuses après avoir visité Bora-Bora, devenant le premier cas importés de fièvre Zika au Japon.
En février 2014, il a été estimé que plus de 29 000 personnes avec des symptômes semblables à ceux du Zika ont bénéficié de soins médicaux, environ 11,5 % de la population, avec 8 503 cas suspectés. Sur 746 échantillons testés à l'Institut Louis-Malardé de Tahiti le 7 février 2014, 396 (53,1 %) ont été confirmés hébergeant le  virus  par le réactif RT-PCR. Deux autres cas ultérieurs d'infection ont été importés au Japon. Le 25 février 2014, l'Institut norvégien de santé publique a rapporté le cas d'un voyageur revenant en Norvège de Tahiti a été diagnostiqué avec une infection au virus Zika.
En mars 2014, l'épidémie a été en déclinant dans la majorité des îles, et en octobre l'épidémie était arrêtée. Un total de 8 723 cas suspects d'infection au virus Zika et 30 000 de consultations cliniques et médicales en rapport avec le Zika.

### Nouvelle Calédonie
Le Zika va s'étendre vers l'ouest de la Plynésie Française à la Nouvelle-Calédonie. Des cas provenant de la Polynésie française sont rapportés à partir de 2013. Les premiers cas indigènes sont confirmés à partir de novembre 2014 par l'Institut Pasteur,. Le 10 février, il y avait 64 cas de Zika dans les communes du Grand Nouméa et Ouvéa, sur lesquels trente provenant de la Polynésie française. Lr 26 février 2014, il y avait 140 cas confirmés de Zika en Nouvelle Calédonie, y compris 32 importés. L'épidémie culmine en avril et vers le 17 septembre, le nombre de cas confirmés est de 1 400, sur lesquesl 35 importés. Pendant la même période, il y a eu aussi des épidémies de Chikungunya et de Dengue.

### Îles Cook
En février 2014, une épidémie de Zika a été rapportée dans les Îles Cook, au sud-ouest de la Polynésie française. En mars, une femme australienne a été diagnostiquée avec une infection au virus Zika, à la suite d'un récent voyage aux îles Cook. C'était le 2e cas de Zika relaté en Australie. Plus récemment, quarante autres cas d'infection à virus Zika ont été importés en Nouvelle-Zélande. Vers le 29 mai, l'épidémie cessa avec cinquante cas confirmé et 932 cas d'infection à virus Zika.

### Île de Pâques
En mars 2014, il y a eu un cas confirmé et quarante suspectés d'infection à virus Zika à l'Île de Pâques. Ce virus a été suspecté d'avoir été transporté dans l'île par un touriste venant de la Polynésie française pendant le festival Tapatifestival annuel Tapati de l'Île de Pâques qui se tient entre janvier et février. Les autorités de santé chiliennes avaient décidé une alerte sanitaire disant que l'épidémie avait été contenue et était sous contrôle. Vers la fin de l'année, 173 cas de Zika ont été rapportés mais tous les cas furent décrits comme « doux ».
Le 24 septembre 2014, une dame belge se rendant par avion de l'île de Pâques à Tahiti a été diagnostiquée infectée par le virus Zika après avoir au préalable reçu des soins ambulatoires à Tahiti. Elle a été emmenée à l'hôpital de Hanga Roa pour évaluation. Les lignes aériennes LAT ont entrepris de s'assurer que des compagnons de vol de cette dame n'étaient pas contaminés et ont déclare que le Zika n'était pas un risque pour les habitants de l'île.

## Transmission

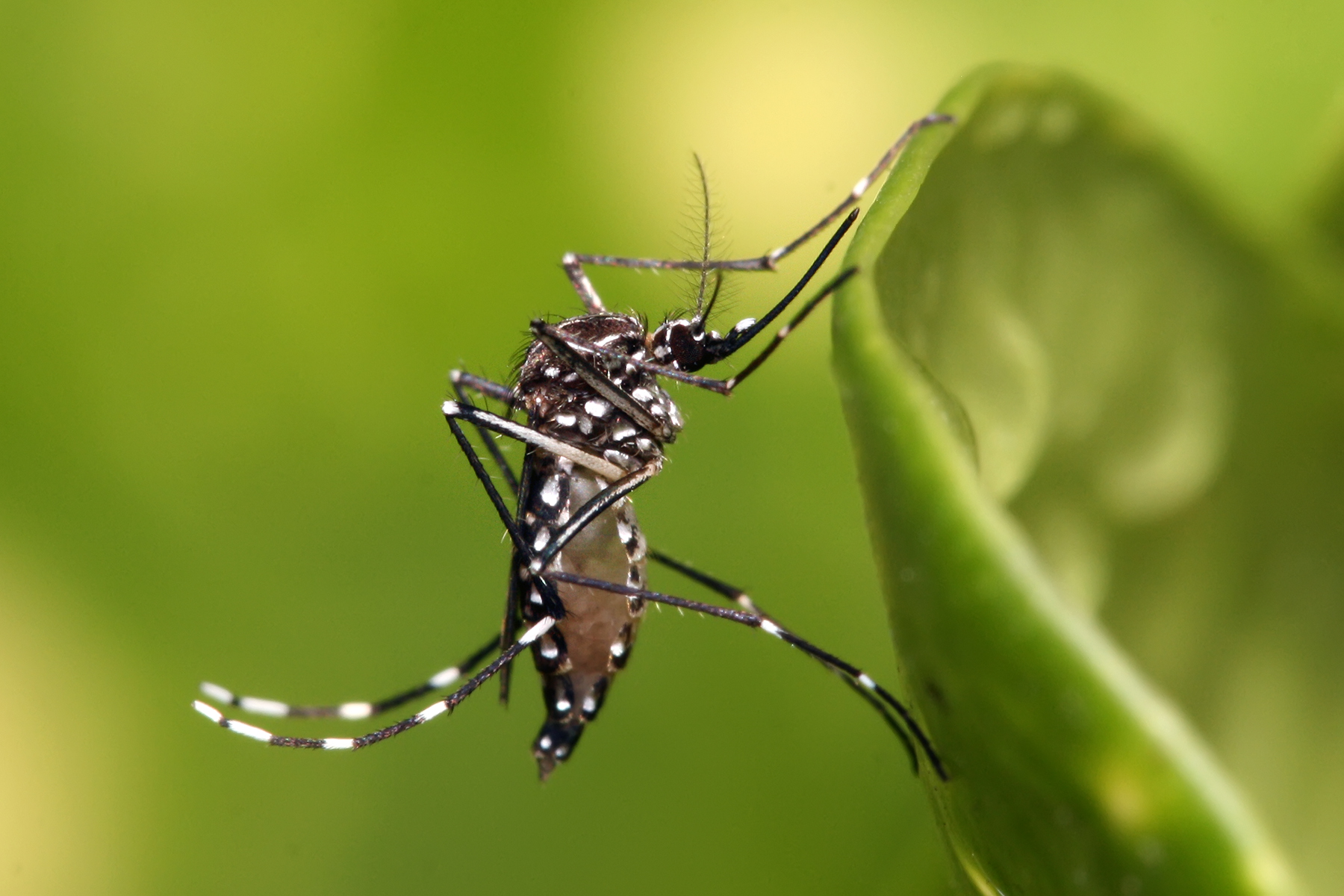
Moustique adulte Aedes aegypti, un vecteur (ou transporteur) du virus Zika.

Le Zika est une maladie transmise par moustique. Quatre moustique de l'espèce Aedes vivent dans les îles du Pacifique, y compris Aedes aegypti, répandu dans l'sud Pacifique, et Aedes polynesiensis trouvé entre les Fidji et la Polynésie française. l'Aedes aegypti a été préalablement identifié comme un vecteur sauvage du virus Zika  comme il résulte des travaux préliminaires de l'institut 'Louis-Malardé' qui a révêlé le rôle principal de l'Aedes aegypti et le rôle probable de l'Aedes polynesiensis dans la dissémination du virus Zika. 
Les personnes infectées avec le Zika et voyageant dans les autres îles du Pacifique transmettent la maladie aux moustiques locaux qui les piquent. Les moustiques infectés peuvent aller disséminer le Zika parmi la population locale et, par conséquent, causent des épidémies localement,.

## Liens probables avec d'autres maladies et complications
Une augmentation concomitante de Maladies neurologiques et de complications auto-immunes a été recensée au début de 2014,. Sur les 8 723 cas de Zika rapportés en Polynésie française, des complications en rapport avec des symptômes neurologiques ont été notés chez 74 personnes, incluant le syndrome de Guillain-Barré (SGB) chez 42 personnes. Ce sont l'encéphalite, la méningoencéphalite, la paresthésie, la paralysie faciale ou la myélite sur 25 cas. Cependant, il y a seulement un laboratoire confirmant une infection de Zika en utilisant le RT-PCR sur les patients avec le SGB. Parmi les 38 cas initiaux de SGB trouvés dans des cas suspectés de Zika, 73 % étaient des hommes et les sujets infectés étaient âgés entre 27 et 70 ans. Ceci est hautement inhabituel alors qu'avant l'épidémie de Zika, il y avait seulement 21 cas de SGB en Polynésie fraçaise entre 2009 et 2012. Dix-huit patients nouvellement diagnostiqués ont été admis dans un centre de réducation local, provoquant une lourde charge sur les ressources locales de soins intensifs très limitées. Le 24 novembre 2015, les autorités médicales de la Polynésie française ont rapporté qu'il y avait eu une augmentation inhabituelles de cas de maladies congénitales du système nerveux central entre 2014 et 2015, coïncidant avec l'épidémie de Zika dans les îles.

## Conséquences
Des chercheurs brésiliens ont suggéré qu'un voyageur infecté par le virus Zika ait pu arriver au Brésil en provenance de la Polynésie française, provoquant l'épidémie de Zika qui a commencé en 2015. Ceci a pu arriver pendant le tournoi de la Coupe du monde de football de 2014 ou peu de temps après, déduction basée sur des analyses phylogénique d'ADN du virus. Les chercheurs français ont émis l'hypothése que le virus est arrivé en août 2014 quand des équipes de canoéistes de Polynésie française, Nouvelle Calédonie, Iles Cook et Ile de Pâques ont participé à Rio de Janeiro aux championnats de course du Va'a,,.
Entre le 1er janvier et le 20 mai 2015, 80 cas supplémentaires de Zika furent rapportés en Nouvelle Calédonie y compris dix cas importés.
Au début de 2015, deux cas d'infection au virus Zika furent relatés chez des voyageurs retournant en Italie en provenance de Polynésie française.
En février 2015, une épidémie de Zika commença aux îles Salomon. Le ministère de la Santé et les services médicaux rapportèrent la première confirmation en laboratoire de l'infection au virus Zika le 12 mars 2015 et, le 2 mai, 302 cas de Zika furent confirmés, avec un nombre de nouveaux cas sensiblement en décroissance.
Le 27 avril 2015, le ministère de la Santé du Vanuatu annonça que les échantillons de sang collectés avant le cyclone Pam en mars 2015 étaient positifs au virus Zika. Le ministère conseilla aux habitants de consulter les auxiliaires médicaux s'ils avaient une forte fièvre sans cause évidente et recommanda aux collectivités le contrôle des sources de moustiques (lieux où les moustiques pouvaient pondre. L'hypothèse était que l'introduction du virus Zika était liée aux fréquents voyages entre la Nouvelle Calédonie et le Vanuatu.
La transmission locale du virus Zika par les moustiques a été rapportée dans les îles de la Polynésie Samoa américaines, Samoa et Tonga depuis novembre 2015. Des cas d'infection au virus Zika ont été confirmés dans les Samoa américaines, Samoa Tonga, et les Îles Marshall.